# Thurzó György (kamaragróf)
Thurzó György (1467. március 26. – Augsburg, 1521. március 19.) magyar kereskedő, körmöci kamaragróf, Thurzó János fia. Felesége Fugger Anna volt.

## Élete
Korán belépett apja vállalkozásába, s ezzel együtt a Fugger-Thurzó-társaságba, amely birtokolta az Egyesült Magyar Kereskedelmi Vállalatot és ezáltal  Közép-Európa, illetve Magyarország ezüst-, ólom és réztermelésének legnagyobb részét. Thurzó György mindvégig a vállalat vezetésével foglalkozott.
1499-ben szerződést kötöttek a Fuggerek és a Thurzók: „miután Thurzó János és fia, György Magyarország felséges királyától bérbe vették Körmöcbánya kamaráját, amiért nevezettek, a Királyi Felségnek ez ügyben kiállított pecsétes írása értelmében, az említett négy esztendőben évente 14000 forintot tartoznak fizetni, a kamarának minden nyereségét és veszteségét egyenlő arányban fogjuk élvezni, illetve elszenvedni”. A magyarországi réz- és ezüstkivitel teljes egészében a vállalkozás kezeibe került, mindehhez nagyon jelentős, irányító befolyást szereztek a magyar pénzverésben. 1500-ban a király örök időkre elengedte nekik a bányaurburát. A Fugger-Thurzó vállalkozás az 1520-as évek közepéig állt fenn. A Thurzók nevéhez köthető a nagyon fontos pénzverési változás is: 1503-tól ugyanis a magyar forgalmi pénzeken föltüntették a verési évet.
Királyi kamarásmesterből (1521). hamarosan tárnokmester (1523) lesz. II. Lajos pénzügyeit intézi. 
Thurzó György 1511-ben krakkói konzul, 1509-től 1520-ig körmöci kamaragróf. "Hogy a pénzverők kamaragrófjainak igazsága kitűnjék rendeljük, hogy azok mindegyike olyan jegyet tegyen pénzeire, amelyről a pénzverőjében vert pénz megismerhető legyen." Ezt az intézkedést egy 1453-ban kiadott rendelet a körmöcbányai pénzverdénél úgy egészítette ki, hogy az ezüst- és arany- pénzeken az éremkép mezőjében jobbról a pénzverő, balról pedig a kamaragróf nevének első betűjét fel kell tüntetni. II. Lajos király 1520-ban vert ezüst dénárjának hátlapján a Madonnától balra, a "K" betű Körmöcbányát jelenti, a "G" betű Georgius Thurzó, azaz Thurzó György kamaragróf névbetűje. Egy másik, 1521-ben vert ezüst dénáron K és A betűk Körmöcbányát, illetve Alexius Thurzót, Thurzó Eleket jelentik.
Thurzó György a házassága után Augsburgba költözött, s halála előtt egy évvel javasolta Fugger Jakabnak, hogy a magyarországi üzletágat számolja fel.

## Külső hivatkozások
- Magyar életrajzi lexikon